# Zaboršt, Škocjan
Zaboršt je naselje v Občini Škocjan.